# Strażnica WOP Roztoka Górna
Strażnica Wojsk Ochrony Pogranicza Roztoki – zlikwidowany podstawowy pododdział Wojsk Ochrony Pogranicza pełniący służbę graniczną na granicy polsko-czechosłowackiej.

## Formowanie i zmiany organizacyjne
Strażnica została sformowana w 1945 w strukturze 38 komendy odcinka Komańcza jako 170 strażnica WOP (Roztoki Górne) o stanie 56 żołnierzy. Kierownictwo strażnicy stanowili: komendant strażnicy, zastępca komendanta do spraw polityczno-wychowawczych i zastępca do spraw zwiadu. Strażnica składała się z dwóch drużyn strzeleckich, drużyny fizylierów, drużyny łączności i gospodarczej. Etat przewidywał także instruktora do tresury psów służbowych oraz instruktora sanitarnego.
W związku z reorganizacją oddziałów WOP, 24 kwietnia 1948 170 strażnica OP Wetlina została włączona w struktury 35 batalionu Ochrony Pogranicza w Baligrodzie, a po jego rozformowaniu 1 stycznia 1951 264 batalionu WOP w Sanoku.
W 1951 strażnica stacjonowała w Woli Michowej.
W 1952 w Roztokach Górnych stacjonowała wchodząca w skład 264 batalionu WOP 170 strażnica.
Od 15 marca 1954 wprowadzono nową numerację strażnic, a strażnica WOP Roztoki III kategorii otrzymała nr 170 w skali kraju, w strukturach 264 batalionu WOP.
W 1957, w 3 Brygadzie WOP w Nowym Sączu przeformowano 18 strażnic WOP w placówki WOP, w tym strażnicę WOP w Roztokach Górnych.
1 stycznia 1960 była jako 33 placówka WOP Roztoki kategorii II w strukturach 264 batalionu WOP w Sanoku 3 Brygady WOP w Nowym Sączu.
1 stycznia 1964 była jako 26 placówka WOP Roztoki kategorii II w strukturach 264 batalionu WOP w Sanoku.
1 września 1989 Strażnica WOP Roztoki została przekazana z Bieszczadzkiej Brygady WOP i włączona w struktury batalionu granicznego Karpackiej Brygady WOP w Sanoku Karpackiej Brygady WOP w Nowym Sączu.

## Ochrona granicy
W 1963, rozformowano placówkę WOP Wola Michowa kategorii II, a jej odcinek przekazano placówkom WOP: Łupków i Roztoki.
1 stycznia 1964 na ochranianym odcinku funkcjonowało przejście graniczne, gdzie kontrolę graniczną i celną osób, towarów i środków transportu wykonywała załoga strażnicy:

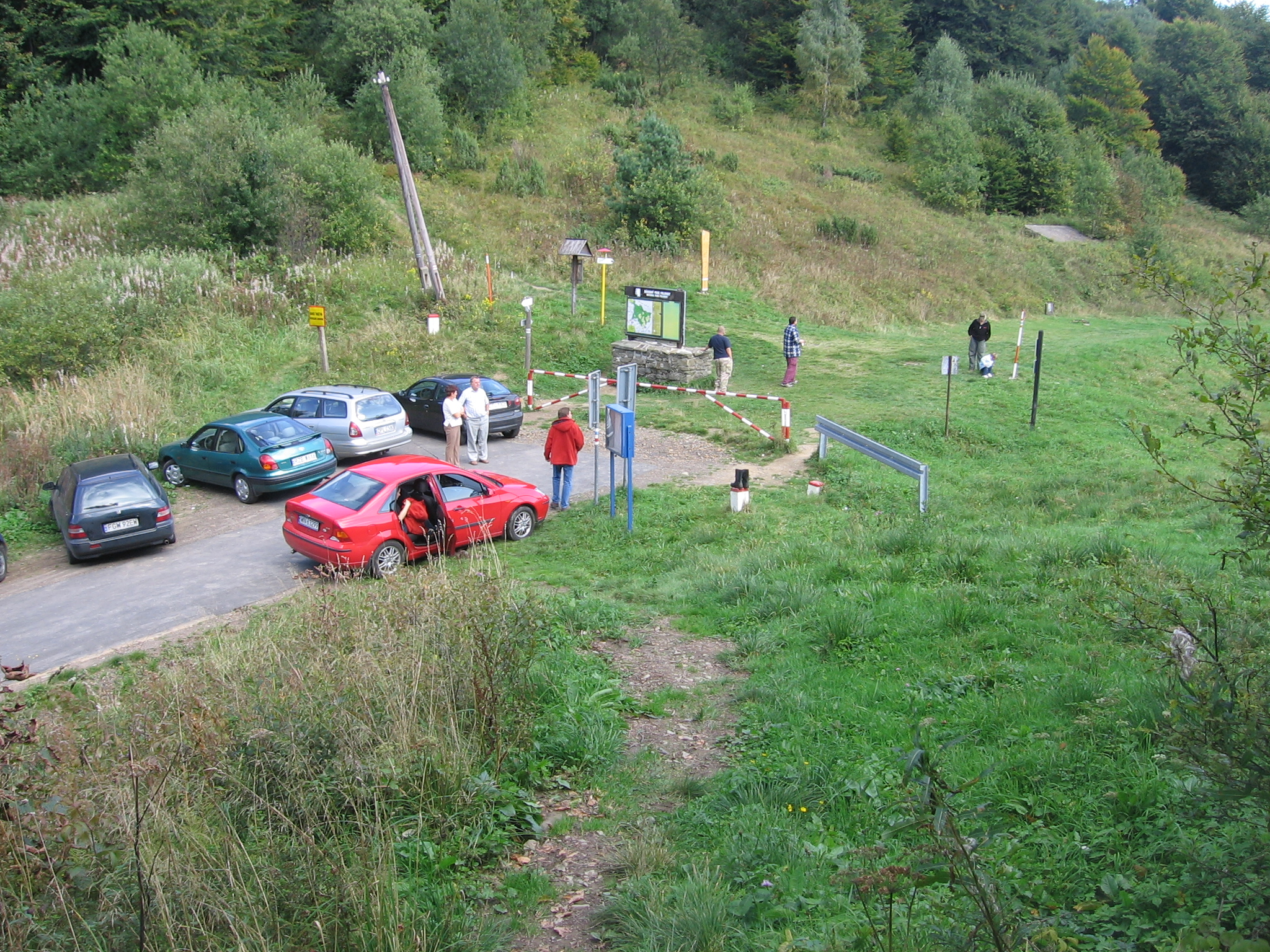
Granica polsko-słowacka, Przełęcz nad Roztokami Górnymi – pg Roztoki Górne-Ruské Sedlo, widok od polskiej strony (wrzesień 2006)

- Roztoki Górne-Ruské (małego ruchu granicznego).

## Zasięg terytorialny
W 1960, 33 placówka WOP Roztoki II kategorii ochraniała odcinek granicy państwowej z Czechosłowacją o długości 16500 m:
- Włącznie od znaku granicznego nr I/29/1, wyłącznie do znaku granicznego  nr I/51/8.

## Strażnice/placówki sąsiednie
- 169 strażnica WOP Wetlina ⇔ 171 strażnica WOP Balnica – 1946
- 169 strażnica OP Wetlina ⇔ 171 strażnica OP Wola Miechowa – 1949
- 169 strażnica WOP Wetlina kat. III ⇔ 171 strażnica WOP Wola Miechowa kat. IV – 15.03.1954
- 34 placówka WOP Wetlina kat. II ⇔ 31 placówka WOP Łupków kat II – 1.01.1960
- 27 placówka WOP Wetlina kat. II ⇔ 25 placówka WOP Łupków kat II – 1.01.1964
- Strażnica WOP Wetlina Lądowa ⇔ Strażnica WOP Łupków Lądowa – 1990.

## Komendanci/dowódcy strażnicy
- Jan Suraj (1.02.1950–29.07.1950)[11]
- ppor. Leszek Zybertowicz cz.p.o.[12]
- Piotr Zieliński (6.05.1985[d]–22.11.1987[e])[13].